# Campeonato Mundial de Ciclismo de Montanha de 2019
O XXX Campeonato Mundial de Ciclismo de Montanha celebrou-se na localidade de Mont-Sainte-Anne (Canadá) entre a 28 de agosto e a 1 de setembro de 2019, baixo a organização da União Ciclista Internacional (UCI) e a União Ciclista do Canadá.
As competições de cross country para quatro (4X) foram realizadas por separado, na localidade italiana de Val di Sole entre a 1 e 2 de agosto.
Competiu-se em 3 disciplinas, as que outorgaram um total de 7 títulos de campeão mundial:
- Descida (DH) – masculino e feminino
- Cross country (XC) – masculino, feminino e misto por relevos
- Cross country para quatro (XC4) – masculino e feminino

## Medalhistas

### Masculino
| Evento                       | Ouro                            | Prata                               | Bronze                              |
| ---------------------------- | ------------------------------- | ----------------------------------- | ----------------------------------- |
| Descida (01.09)              | Loïc Bruni · França · 4:05,544  | Troy Brosnan · Austrália · 4:06,125 | Amaury Pierron · França · 4:08,093  |
| Cross country (31.08)        | Nino Schurter · Suíça · 1:27:05 | Mathias Flückiger · Suíça · 1:27:35 | Stéphane Tempier · França · 1:27:43 |
| Cross country para 4 (02.08) | Romain Mayet · França           | Elliott Heap · Reino Unido          | Felix Beckeman · Suécia             |

1. ↑  Prova realizada em Val di Sole.

### Feminino
| Evento                       | Ouro                                      | Prata                                    | Bronze                                  |
| ---------------------------- | ----------------------------------------- | ---------------------------------------- | --------------------------------------- |
| Descida (01.09)              | Myriam Nicole · França · 4:53,266         | Tahnee Seagrave · Reino Unido · 4:54,430 | Marine Cabirou · França · 4:54,920      |
| Cross country (31.08)        | Pauline Ferrand-Prévot · França · 1:28:51 | Jolanda Neff · Suíça · 1:29:34           | Rebecca McConnell · Austrália · 1:30:08 |
| Cross country para 4 (02.08) | Romana Labounková · Chéquia               | Natasha Bradley · Reino Unido            | Mathilde Bernard · França               |

1. ↑  Prova realizada em Val di Sole.

### Misto
| Evento                            | Ouro                                                                                   | Prata | Bronze |
| --------------------------------- | -------------------------------------------------------------------------------------- | --- | --- |
| Cross country por relevos (28.08) | Joel Roth · Janis Baumann · Sina Frei · Jolanda Neff · Nino Schurter · Suíça · 1:02,55 | Christopher Blevins · Riley Amos · Haley Batten · Kate Courtney · Keegan Swenson · Estados Unidos · 1:02,67 | Thibault Daniel · Luca Martin · Pauline Ferrand-Prévot · Loana Lecomte · Jordan Sarrou · França · 1:02,83 |

## Medalheiro
| Ordem | País           | Medalha de ouro | Medalha de prata | Medalha de bronze | Total |
| ----- | -------------- | --------------- | ---------------- | ----------------- | ----- |
| 1     | França         | 4               | 0                | 5                 | 9     |
| 2     | Suíça          | 2               | 2                | 0                 | 4     |
| 3     | Chéquia        | 1               | 0                | 0                 | 1     |
| 4     | Reino Unido    | 0               | 3                | 0                 | 3     |
| 5     | Austrália      | 0               | 1                | 1                 | 2     |
| 6     | Estados Unidos | 0               | 1                | 0                 | 1     |
| 7     | Suécia         | 0               | 0                | 1                 | 1     |
|       | TOTAL          | 7               | 7                | 7                 | 21    |